# Ptilinopus regina
Ptilinopus regina là một loài chim trong họ Columbidae.